# 克勞蒂亞·莫里

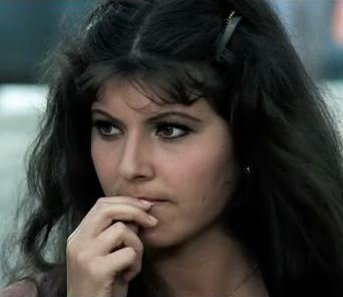
1975年電影《Yuppi du》劇照

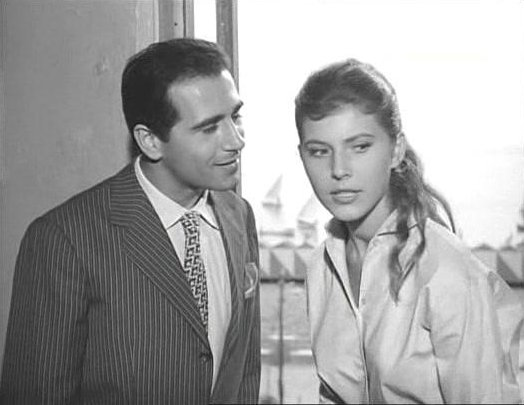
1959年電影《Cerasella》劇照（圖左為路易吉·德·菲利波）

克勞蒂亞·莫里（義大利語：Claudia Mori，1944年2月12日—），本名克勞蒂亞·莫羅尼（Claudia Moroni），意大利女演員、歌手、製片人。1963年於電影《Uno strano tipo》拍攝中認識阿德里安诺·塞兰特诺，翌年結婚。婚後生了三名子女。

## 外部連結
- 克勞蒂亞·莫里在互联网电影资料库（IMDb）上的資料（英文）